# Championnat de Yougoslavie de football 1947-1948
Navigation
Saison précédente Saison suivante
La saison 1947-1948 du Championnat de Yougoslavie de football était la dix-neuvième édition du championnat de première division en Yougoslavie. Les dix meilleurs clubs du pays prennent part à la compétition et sont regroupés en une poule unique où ils affrontent deux fois leurs adversaires, à domicile et à l'extérieur. En fin de saison, les trois derniers du classement sont relégués et remplacés par les trois meilleures formations de D2.
C'est le club du Dinamo Zagreb qui remporte la compétition, en terminant en tête du classement final du championnat, avec cinq points d'avance sur un duo composé de l'Hajduk Split et du tenant du titre, le Partizan Belgrade. C'est le tout premier titre de champion de Yougoslavie de l'histoire du club.

## Les clubs participants
| - Partizan Belgrade - Dinamo Zagreb - Étoile rouge de Belgrade - Hajduk Split - Metalac Belgrade | - Spartak Subotica - Lokomotiva Zagreb - FK Vardar Skopje - Promu de D2 - FK Sarajevo - Promu de D2 - Ponziana Trieste |

## Compétition

### Classement
Le classement est effectué en utilisant le barème classique (victoire à 2 points, match nul un point, défaite zéro point).
| Rang | Équipe                       | Pts | J  | G  | N | P  | Bp | Bc | Diff |
| ---- | ---------------------------- | --- | -- | -- | - | -- | -- | -- | ---- |
| 1    | Dinamo Zagreb                | 29  | 18 | 14 | 1 | 3  | 56 | 20 | +36  |
| 2    | Hajduk Split                 | 24  | 18 | 11 | 2 | 5  | 40 | 15 | +25  |
| 3    | Partizan Belgrade (T)        | 24  | 18 | 10 | 4 | 4  | 46 | 22 | +24  |
| 4    | Lokomotiva Zagreb            | 19  | 18 | 7  | 5 | 6  | 21 | 18 | +3   |
| 5    | Étoile rouge de Belgrade (C) | 16  | 18 | 5  | 6 | 7  | 24 | 25 | -1   |
| 6    | Metalac Belgrade             | 16  | 18 | 4  | 8 | 6  | 16 | 24 | -8   |
| 7    | Ponziana Trieste             | 16  | 18 | 6  | 4 | 8  | 21 | 45 | -24  |
| 8    | FK Vardar Skopje (P)         | 14  | 18 | 5  | 4 | 9  | 22 | 39 | -17  |
| 9    | Spartak Subotica             | 11  | 18 | 5  | 1 | 12 | 21 | 38 | -17  |
| 10   | FK Sarajevo (P)              | 11  | 18 | 2  | 7 | 9  | 19 | 40 | -21  |

|  | Champion de Yougoslavie 1947-1948                                                                 |
|  | Relégation directe en deuxième division                                                           |
|  | (T) : Tenant du titre (C) : Vainqueur de la Coupe de Yougoslavie (P) : Promu de deuxième division |

## Bilan de la saison
| Championnat de Yougoslavie de football 1947-1948                        |                           |
| Champion                                                                | Dinamo Zagreb (1er titre) |
| Coupes et trophées                                                      |                           |
| Vainqueur de la Coupe de Yougoslavie 1947-1948                          | Étoile rouge de Belgrade  |
| Promotions et relégations                                               |                           |
| Promus en Prva Liga                                                     | Buducnost Titograd        |
| Promus en Prva Liga                                                     | Sloga Novi Sad            |
| Promus en Prva Liga                                                     | Nasa Krila Zemun          |
| Relégués en Championnat de Yougoslavie de football de deuxième division | FK Vardar Skopje          |
| Relégués en Championnat de Yougoslavie de football de deuxième division | Spartak Subotica          |
| Relégués en Championnat de Yougoslavie de football de deuxième division | FK Sarajevo               |